# Синода, Кэнъити
Кэнъити Синода (яп. 篠田 建市 Синода Кэнъити, род. 25 января 1942 года в Оите), также известный как Синобу Цукаса (яп. 司 忍), — якудза, шестой и текущий кумитё (верховный «крёстный отец») Ямагути-гуми, крупнейшей организации якудза Японии. Он был выпущен из тюрьмы 9 апреля 2011 года после отбытия шестилетнего наказания за незаконное владение огнестрельным оружием.

## Биография
Он начал свою карьеру в якудза в 1962 году, когда в Осаке присоединился к Хирота-гуми, находящемуся в Нагое филиалу Ямагути-гуми. После роспуска Хирота-гуми он вместе со своим давним партнёром Киёси Такаямой в 1984 году основал новую организацию Кодо-кай вместо прекратившей существование Хирота-гуми.
Под управлением Синоды и Такаямы Кодо-кай был успешной ветвью Ямагути-гуми, действуя в 18 префектурах — включая расширение в область Канто, традиционно не контролируемую Ямагути-гуми.
Синода взял под свой контроль банду в 40 000 человек 29 июля 2005 года после отставки предыдущего босса Ёсинори Ватанабэ. Под управлением Синоды находящаяся в Кобэ Ямагути-гуми, как ожидалось, продолжит расширение в Токио и восточную Японию. И согласно якудза, и согласно полиции, это движение неизбежно создаст конфликт между Ямагути-гуми и Канто-Хацука-кай, федерацией находящихся в Токио групп якудза, включая Инагава-кай и Сумиёси-кай.
Синода — первый кумитё Ямагути-гуми, который не происходит из региона Кансай. Он также сторонится образа «верховного крёстного отца», по крайней мере — публично: после его назначения кумитё он настоял на том, чтобы ехать на свою церемонию «инаугурации» на поезде вместо лимузина с шофёром. Он также, по сообщениям, остановился у уличного ресторана, где подавали японское традиционное блюдо рамэн из лапши на пути к щедрому банкету якудза, устроенному в его честь.
В начале 1970-х Синода был признан виновным в убийстве босса конкурирующей банды с помощью катаны и провёл 13 лет в тюремном заключении. Также он, как глава Кодо-кая, был вовлечён в многочисленные исторические войны Ямагути-гуми. В первую очередь его достижения в войне Ямагути-гуми с группой Итива-кай в конце 1980-х годов (так называемая война Яма-Ити) были главной причиной его попадания в штаб Ямагути-гуми в Кобэ. Другой известной войной с его участием была война с бандой Додзин-кай в конце 1980-х (война Яма-Мити), в которой он, наряду с Киёси Такаямой, был, по сообщениям, похищен, подвергнут ужасным пыткам и почти убит членами Додзин-кая.
4 декабря 2005 года, спустя лишь четыре месяца после того, как он был назначен боссом, Синода получил шестилетний тюремный срок за хранение оружия, после того как японский Верховный Суд, наконец, отклонил его апелляцию по делу 1997 года, когда один из его телохранителей был пойман с незаконным пистолетом, и Синода был признан виновным в «преступном сговоре» с телохранителем. Он был освобождён чуть менее чем на восемь месяцев раньше срока, 9 апреля 2011 года.